# Побока, Иван Матвеевич
Иван Матвеевич Побока (29 июня 1913, Незнань, Могилёвская губерния — 24 марта 1963, Лисичанск, Луганская область) — бригадир проходчиков шахты № 1—2 имени Мельникова треста «Лисичанскуголь» Министерства угольной промышленности Украинской ССР, Ворошиловградская область. Герой Социалистического Труда (1957).

## Биография
Родился в крестьянской семье в одном из сёл современного Климовского района Могилёвской области, Белоруссия. Трудовую деятельность начал 15-летним подростком. С 1920 года трудился коногоном, плитовым, крепильщиком, проходчиком на одной на одной из шахт Лисичанска (позднее шахта № 1 — 2 имени Мельникова треста «Лисичанскуголь»). Участвовал в Великой Отечественной войне, которую окончил в составе 1-го Украинского фронта в Берлине. После демобилизации возвратился на родную шахту. С 1949 года ему доверили использование нового метода скоростного проведения горных выработок. С начала 50-х годов возглавлял бригаду проходчиков.
В 1952 году бригада Ивана Побоки, применив буровзрывной метод, прошла 1200 метров горных выработок. В 1953 году бригада прошла 150 метров наклонной горной выработки, что стало самыми высокими трудовыми достижениями в социалистическом соревновании среди предприятий угольной промышленности СССР.
С 1954 года бригада ежегодно проходила до 200 метров выработки в месяц при общей выработки на шахте в 30-40 метров. За год вырабатывалось около 1,5 километров горной выработки. В 1953 году бригада приняла социалистическое обязательство проходить до 120 метров ежемесячно. Под руководством Ивана Побоки в бригаде постоянно применялись рационализаторские предложения, новые метод комплексной организации труда, цикличный график работы, более широкая специализация горняков и новая угледобывающая техника, в результате чего значительно возросла производительность труда. Указом Президиума Верховного Совета СССР от 26 апреля 1957 года за выдающиеся успехи, достигнутые в деле развития угольной промышленности в годы пятой пятилетки и в 1956 году удостоен звания Героя Социалистического Труда с вручением ордена Ленина и золотой медали «Серп и Молот».
С 1957 года — помощник начальника участка подготовительных работ, начальник отдела капитальных работ.
После выхода на пенсию проживал в Лисичанске.

## Награды
- Орден Ленина
- Орден Красной Звезды — дважды
- Орден Трудового Красного Знамени